# Benji Michel
Pour les articles homonymes, voir Michel.
Benjamin « Benji » Michel né le 23 octobre 1997 à Orlando en Floride, est un joueur américain de soccer qui joue au poste d'attaquant au HJK Helsinki. Il possède également la nationalité haïtienne,.

## Biographie

### Parcours universitaire
Benji Michel obtient son diplôme de secondaire à Montverde Academy en 2016,,. Il joue ensuite au soccer au niveau universitaire à l'Université de Portland, en Oregon, entre 2016 et 2018,. 
Le 26 août 2016, il participe à son premier match en tant que titulaire avec les Pilots face aux Raiders de Wright State (défaite 1-3). Deux jours plus tard, il délivre sa première passe décisive en faveur de son coéquipier Jackson Jellah face aux Blue Demons de DePaul (victoire 2-1),. Le 9 septembre, il inscrit son premier but et délivre une passe décisive à Matthew Coffey face aux Braves de Bradley (victoire 3-0). Il est nommé dans l'équipe-type du tournoi ProRehab Aces Soccer Classic et remporte ce tournoi. Le 25 septembre, il inscrit son premier doublé avec les Pilots face aux Anteaters de l'UC Irvine (victoire 4-1). Lors du premier match du championnat de la WCC, le 9 octobre, il inscrit un but et une passe décisive face aux Bulldogs de Gonzaga (victoire 1-5). Cinq jours plus tard, il inscrit son deuxième doublé de la saison face aux Dons de San Francisco (victoire 2-3). Nommé dans l'équipe-type de la semaine de TopDrawerSoccer (en) le 18 octobre. Il inscrit un nouveau doublé face aux Toreros de San Diego le 30 octobre (victoire 4-0). Les Pilots remportent le championnat de la WCC, après leur victoire face aux Gaels de Saint Mary,. Il remporte la distinction du meilleur freshman de l'année, membre de l'équipe-type freshman et de l'équipe-type de la WCC le 15 novembre,. Les Pilots participent aux séries éliminatoires du championnat de la NCAA,, mais perdent au premier tour face aux Lobos du Nouveau-Mexique. Il est nommé dans la troisième équipe-type du Far-West de la NSCAA (en), également nommé dans l'équipe-type freshman de TopDrawerSoccer (en), et de CollegeSoccerNews en décembre 2016,.
La saison suivante, il est nommé dans l'équipe-type de pré-saison de la WCC le 17 août 2017. Le 25 août, il inscrit un but dès la première rencontre face aux Rebels de l'UNLV (défaite 2-3). Deux jours plus tard, il inscrit son premier triplé face aux Stags de Fairfield (victoire 6-0). Nommé meilleur joueur de la semaine de la WCC, et dans l'équipe-type de la semaine de TopDrawerSoccer (en) le 28 août. Le 4 septembre, il inscrit un nouveau but face aux Titans de Cal State Fullerton (victoire 5-0), puis face aux Golden Bears de la Californie le match d'après (défaite 1-2). Le 29 septembre, il inscrit un doublé face aux Broncos de Western Michigan (victoire 4-1). Nommé meilleur joueur de la semaine de la WCC le 2 octobre,. Les Pilots ne parvient pas à se qualifier pour les séries éliminatoires du championnat de la NCAA. Il est membre de l'équipe-type de la WCC le 14 novembre,, puis nommé dans l'équipe-type du Far-West des United Soccer Coaches (en) le 1er décembre.
Lors de sa troisième année à l'UP, il est nommé dans l'équipe-type de pré-saison de la WCC et de TopDrawerSoccer (en),. Auteur d'un début de saison tonitruant, avec dix buts inscrits en onze matchs (un sans marquer). Nommé meilleur joueur de la semaine de la WCC, et dans l'équipe-type de la semaine de TopDrawerSoccer (en) le 1er octobre 2018. Une semaine plus tard, il est nommé meilleur étudiant-athlète de l'Université de Portland du mois de septembre par la U.S. Bank. Pour la troisième année consécutive, il est membre de l'équipe-type de la WCC le 13 novembre,. Les Pilots participent une nouvelle fois aux séries éliminatoires du championnat de la NCAA. Lors du premier tour, il inscrit l'unique but de la rencontre face aux Bruins de l'UCLA,, mais perdent au deuxième tour face aux Wildcats du Kentucky (défaite 4-0),. Il est nommé dans l'équipe-type du Far-West, puis dans la deuxième équipe-type All-American des United Soccer Coaches (en) et dans la deuxième équipe-type de TopDrawerSoccer (en) en décembre 2019,. En 53 rencontres, Benji Michel inscrit 31 buts et 8 passes décisives avec les Pilots de Portland,.
Benji Michel continue à jouer au soccer pendant ses vacances d'été, lorsqu'il rejoint les Timbers U23 de Portland en PDL. Le 25 juin 2016, il fait ses débuts en PDL contre Eastside FC (défaite 1-2). Le 6 juillet, il dispute sa première rencontre en tant que titulaire face aux Pumas de Kitsap (0-0). Puis, le 17 juillet, il inscrit son premier but en PDL face aux Highlanders de Victoria (2-2). La saison suivante, il remporte la division Nord-Ouest,, mais ils sont éliminés en demi-finale de conférence par le FC Golden State Force le 21 juillet 2017 (défaite 3-1). Lors de sa dernière saison aux Timbers U23, il dispute deux rencontres de la U.S. Open Cup face aux Pumas de Kitsap (victoire 5-0),, puis contre Reno 1868 (défaite 7-3). Le 5 juin 2018, il inscrit son premier doublé en PDL contre Eastside FC (victoire 3-0). Neuf jours plus tard, il marque un autre doublé contre Lane United (3-3). En 16 rencontres, il inscrit 11 buts avec les Timbers U23 de Portland entre 2016 et 2018,,.

### Débuts professionnels avec Orlando
Benji Michel signe avec Orlando City son premier contrat en tant que Homegrown Player le 31 décembre 2018,. Il devient le cinquième Homegrown Player de l'histoire de la franchise. Le 31 mars 2019, il fait ses débuts professionnels en MLS face au D.C. United. Lors de ce match, il entre en jeu à la fin de la rencontre, à la place de Nani (défaite 1-2). Le 15 mai, il dispute sa première rencontre en tant que titulaire en MLS, face aux Sounders de Seattle (défaite 2-1). Il inscrit son premier but en pro le 19 juin lors d'un match des huitièmes de finale de la U.S. Open Cup face au Revolution de la Nouvelle-Angleterre (victoire 2-1). Il devient le premier Homegrown Player à marquer un but pour l’équipe première. Le 13 juillet, il inscrit son premier but en MLS face au Crew de Columbus (victoire 1-0). Il devient par ailleurs le premier Homegrown Player à marquer un but en MLS pour l’équipe première. Il inscrit un nouveau but contre Toronto FC le 10 août (1-1), puis un autre contre Los Angeles FC le 7 septembre (2-2). Il inscrit également deux autres buts face au FC Cincinnati (1-1), puis face au Fire de Chicago (défaite 2-5) lors des deux dernières rencontres de la saison. Individuellement, il inscrit six buts et une passe décisive en vingt matchs pour sa première saison professionnelle.
La saison 2020 est suspendue après deux semaines d'activités en raison de la pandémie de Covid-19 aux États-Unis. C’est dans ce contexte très particulier que Michel retrouve les terrains quatre mois après, à l’occasion du tournoi nommé MLS is Back,. Les Lions terminent premiers de leur groupe, il participe à six rencontres du tournoi et inscrit un but face au Minnesota United. Entré en jeu à la 71e minute de la finale face aux Timbers de Portland, mais son équipe perd sur le score de 2-1,. Après ce tournoi inédit, il marque quatre buts en six matchs durant le mois de septembre,. Le 4 novembre, il inscrit son cinquième et dernier but de la saison face au Crew de Columbus (victoire 2-1). Il inscrit six buts et deux passes décisives en vingt-six matchs pour sa deuxième saison à Orlando.
Le 7 septembre 2022, il remporte la Coupe des États-Unis avec Orlando à l'Exploria Stadium après une victoire 3-0 face au Republic de Sacramento. Face à une équipe de Sacramento défensive, son entrée à l'heure de jeu permet de débloquer la situation et à Orlando d'ouvrir le score quinze minutes plus tard avant que Benji Michel inscrive le troisième et dernier but de la rencontre dans le temps additionnel. Deux mois plus tard, à l'issue de la saison 2022 de MLS, il arrive en fin de contrat et quitte le club.

### Arrivée en Europe
Le 6 janvier 2023, Benji Michel retrouve un club lorsqu'il signe un contrat de deux ans et demi en faveur du FC Arouca en première division portugaise,.

### En sélection
Éligible pour jouer avec les États-Unis et Haïti (par les origines de ses parents).
Le 11 mars 2019, Benji Michel est convoqué pour la première fois en équipe d'Haïti par le sélectionneur national Marc Collat, pour un match des éliminatoires de la Gold Cup 2019 contre Cuba,, mais décline l'invitation,. Puis, le 23 mai, il est retenu dans la liste finale de vingt-trois joueurs appelés à disputer la Gold Cup 2019, mais décline la convocation.
Il fait ensuite un passage au camp d'entraînement en Utah du 9 au 21 juin 2019 où il est appelé avec la sélection des moins de 23 ans,. Le 24 janvier 2021, il est convoqué pour la première fois en équipe des États-Unis par le sélectionneur national Gregg Berhalter, pour un match amical contre Trinité-et-Tobago,, mais n'entre pas en jeu.
Le 1er mars 2021, il est retenu dans la pré-liste de trente-et-un joueurs pour le tournoi pré-olympique masculin de la CONCACAF 2020 avec les moins de 23 ans,. Dix jours plus tard, il est retenu dans la liste finale de vingt joueurs appelés à disputer le tournoi,. Le 18 mars, il fait ses débuts en tant que titulaire avec les moins de 23 ans, face au Costa Rica lors du premier match du tournoi (victoire 1-0),. La journée suivante, il délivre une passe décisive pour Djordje Mihailovic contre la République dominicaine (en) (victoire 4-0), avant d'assister sur le banc à la défaite des siens contre le Honduras en demi-finale,.

## Statistiques

### Statistiques en club
| Saison                | Club                  | Championnat           | Championnat | Championnat | Championnat | Coupe nationale | Coupe nationale | Coupe nationale | Coupe de la Ligue | Coupe de la Ligue | Coupe de la Ligue | Compétition(s) continentale(s) | Compétition(s) continentale(s) | Compétition(s) continentale(s) | Compétition(s) continentale(s) | Séries | Séries | Séries | Total | Total | Total |
| Saison                | Club                  | Division              | M.          | B.          | P.d.        | M.              | B.              | P.d.            | M.                | B.                | P.d.              | Comp.                          | M.                             | B.                             | P.d.                           | M.     | B.     | P.d.   | M.    | B.    | P.d.  |
| 2019                  | Orlando City          | MLS                   | 17          | 5           | 1           | 3               | 1               | 0               | -                 | -                 | -                 | -                              | -                              | -                              | -                              | -      | -      | -      | 20    | 6     | 1     |
| 2020                  | Orlando City          | MLS                   | 21          | 5           | 2           | -               | -               | -               | -                 | -                 | -                 | -                              | -                              | -                              | -                              | 5      | 1      | 0      | 26    | 6     | 2     |
| 2021                  | Orlando City          | MLS                   | 34          | 4           | 3           | -               | -               | -               | -                 | -                 | -                 | LC                             | 1                              | 0                              | 0                              | 1      | 0      | 0      | 36    | 4     | 3     |
| 2022                  | Orlando City          | MLS                   | 31          | 1           | 0           | 4               | 2               | 3               | -                 | -                 | -                 | -                              | -                              | -                              | -                              | 1      | 0      | 0      | 36    | 3     | 3     |
| Sous-total            | Sous-total            | Sous-total            | 103         | 15          | 6           | 7               | 3               | 3               | -                 | -                 | -                 | -                              | 1                              | 0                              | 0                              | 7      | 1      | 0      | 118   | 19    | 9     |
| 2022-2023             | FC Arouca             | Primeira Liga         | 12          | 1           | 1           | 0               | 0               | 0               | 1                 | 0                 | 0                 | -                              | -                              | -                              | -                              | -      | -      | -      | 13    | 1     | 1     |
| 2023-2024             | FC Arouca             | Primeira Liga         | 5           | 0           | 0           | 1               | 0               | 0               | -                 | -                 | -                 | -                              | -                              | -                              | -                              | -      | -      | -      | 6     | 0     | 0     |
| Sous-total            | Sous-total            | Sous-total            | 17          | 1           | 1           | 1               | 0               | 0               | 1                 | 0                 | 0                 | -                              | -                              | -                              | -                              | -      | -      | -      | 19    | 1     | 1     |
| 2024                  | Real Salt Lake        | MLS                   | 2           | 0           | 0           | -               | -               | -               | -                 | -                 | -                 | LC                             | 2                              | 0                              | 0                              | -      | -      | -      | 4     | 0     | 0     |
| 2025                  | HJK Helsinki          | Veikkausliiga         | 17          | 6           | 3           | 2               | 1               | 0               | -                 | -                 | -                 | C4                             | 4                              | 0                              | 1                              | -      | -      | -      | 23    | 7     | 4     |
| Total sur la carrière | Total sur la carrière | Total sur la carrière | 139         | 22          | 10          | 10              | 4               | 3               | 1                 | 0                 | 0                 | -                              | 7                              | 0                              | 1                              | 7      | 1      | 0      | 164   | 27    | 14    |

## Palmarès

### En club
Pilots de Portland
- Vainqueur de la saison régulière de la WCC en 2016

 Orlando City SC
- Vainqueur de la Coupe des États-Unis en 2022
- Finaliste du tournoi MLS is Back en 2020

### Distinctions personnelles
- Meilleur freshman de l'année de la WCC en 2016
- Membre de la 2e équipe-type All-American en 2018
- Membre de la 2e équipe-type de TopDrawerSoccer (en) en 2018
- Membre de l'équipe-type de la WCC en 2016, 2017 et 2018
- Membre de l'équipe-type freshman de la WCC en 2016
- Membre de l'équipe-type freshman de TopDrawerSoccer (en) en 2016
- Membre de l'équipe-type freshman de CollegeSoccerNews en 2016